# Синдия
Синдия (итал. Sindia) — коммуна в Италии, располагается в регионе Сардиния, подчиняется административному центру Нуоро.
Население составляет 1971 человек, плотность населения составляет 33,81 чел./км². Занимает площадь 58,3 км². Почтовый индекс — 8018. Телефонный код — 0785.
Покровительницей коммуны почитается Пресвятая Богородица (Nostra Signora di Corte), празднование 8 сентября, на Рождество Пресвятой Богородицы.